# Нечаева, Нина Трофимовна
Нина Трофимовна Нечаева (14 декабря 1909, Смоленск — 31 мая 1996, Москва) — советский и российский геоботаник, эколог, пустыновед, академик АН Туркменской ССР, Председатель научного совета по проблеме комплексного изучения и освоения пустынных территорий СССР.

## Биография
Родилась в Смоленске 14 декабря 1909 года.
Окончив естественное отделение Смоленского государственного педагогического института (1930), работала в степном заповеднике «Аскания-Нова» под руководством профессора В. В. Станчинского, одного из основоположников экологической науки в СССР.
В 1930-е годы XX века, когда волна репрессий докатилась до «Аскании-Нова», уехала в Туркмению, где участвовала во многих научных экспедициях (с 1934 года) и стала автором первой геоботанической карты, составленной для территории этой республики. Работы Н. Т. Нечаевой по обоснованию пастбищеоборотов песчаных пустынь нашли практическое применение в овцеводческих хозяйствах среднеазиатских республик бывшего СССР.
В октябре 1948 года Нина Трофимовна пережила личную трагедию: во время Ашхабадского землетрясения погибли её дети и мать, а сама она с тяжёлыми травмами попала в больницу.
В 1951 году защитила докторскую диссертацию, стала членом-корреспондентом АН Туркменской ССР (1951) и получила профессорское звание (1956).
C 1964 года работала в Институте пустынь, заведуя лабораторией экологии и улучшения пустынных пастбищ. В 1965 году её избрали академиком АН Туркменской ССР. Она возглавляла Научный совет по проблеме комплексного изучения и освоения пустынных территорий СССР.
В 1980 году переехала в Москву. В последние годы была профессором-консультантом ИПЭЭ им. А. Н. Северцова РАН.
Скончалась 31 мая 1996 года, похоронена на Николо-Архангельском кладбище, рядом с сестрой Марией (1908—1987)
.

## Вклад в науку
Н. Т. Нечаева изучала ритмы развития и жизненные формы пустынных растений, продуктивность аридных фитоценозов, процессы опустынивания. Она стояла у истоков советской научной школы пастбищной экологии, исследуя динамику растительности каракумских пастбищ, заложив теоретические и практические основы их классификации и улучшения.
Будучи автором и соавтором свыше 300 научных публикаций (монографии, статьи, карты, научные рекомендации), она являлась заместителем главного редактора журналов «Известия АН ТССР. Серия биологических наук» (1960—1967) и «Проблемы освоения пустынь» (1967—2004) — научно-теоретического издания, которое имело статус всесоюзного и вплоть до распада СССР переводилось на английский язык издательством Allerton Press (США). Англоязычная версия журнала носила название Problems of Desert Development.
Нина Трофимовна была научным руководителем более 30 успешно защищённых докторских и кандидатских диссертаций.

## Основные труды
- Нечаева Н. Т., Мордвинов Н. А., Мосолов И. А. Пастбища Кара-Кумов и их использование. — Ашхабад: ТФАН СССР, 1943. — 163 с.
- Нечаева Н. Т., Мосолов И. А. Основные положения и методика составления планов использования пастбищ с пастбищеоборотом в овцеводческих хозяйствах Туркменистана. — Ашхабад: Изд-во АН ТССР, 1954. — 83 с.
- Нечаева Н. Т. Методика учёта запаса кормов на пустынных пастбищах. — Ашхабад: Изд-во АН ТССР, 1957. — 24 с.
- Нечаева Н. Т. Динамика пастбищной растительности Кара-Кумов под влиянием метеорологических условий. — Ашхабад: Изд-во АН ТССР, 1958. — 214 с.
- Нечаева Н. Т., Приходько С. Я., Бакшетова А. И., Киянова Р. М. Опыт улучшения пустынных пастбищ в Туркменистане. — Ашхабад: АН Туркменской ССР, 1959. — 245 с.
- Нечаева Н. Т., Николаев В. Н. Пояснительный текст к карте пастбищ равнинной Туркмении. — Ашхабад: МСХ ТССР, 1962. — 126 с.
- Нечаева Н. Т., Мосолов А. И. Пастбищное содержание овец в Туркменистане. — Ашхабад, 1963. — 72 с.
- Нечаева Н. Т., Антонова К. Г. , Калёнов Г. С. и др. Растительность Центральных Каракумов и её продуктивность. — Ашхабад: Ылым, 1970. — 170 с.
- Нечаева Н. Т., Арнольди Л. В. Основные задачи комплексных исследований в аридной зоне пустынных территорий Средней Азии и Казахстана // Биогеоценозы пустынь. — Ашхабад: Ылым, 1973. — С. 29—34.
- Нечаева Н. Т., Василевская В. К., Антонова К. Г. Жизненные формы растений пустыни Каракумы. — М.: Наука, 1973. — 244 с. — 1400 экз.
- Нечаева Н. Т., Николаев В. Н. Карта пастбищ Туркменистана. — Ашхабад: АН ТССР и МСХ ТССР, 1975.
- Нечаева Н. Т., Шамсутдинов З. Ш., Мухаммедов Г. М. Улучшение пустынных пастбищ Средней Азии. — Ашхабад, 1978. — 64 с.
- Нечаева Н. Т., Антонова К. Г., Каршенас С. Д., Мухаммедов Г., Нурбердиев М. Продуктивность растительности Центральных Каракумов в связи с различным режимом использования. — Наука. — М., 1979. — 256 с.
- Нечаева Н. Т., Мухаммедов Г. М. Мониторинг природной и улучшенной растительности Центральных Каракумов. — Ашхабад: Ылым, 1991. — 164 с.

## Награды и признание
- Орден «Знак Почёта»[3]
- Орден Ленина (1969)[3]
- Золотая звезда «Серп и Молот» (1969)[3]

- Академик АН Туркменской ССР (1965)[6][18]
- Герой Социалистического Труда (1969)[3][18]
- Лауреат Государственной премии СССР (1981)[18]
- Председатель Научного совета по проблеме комплексного изучения и освоения пустынных территорий СССР (c 1967 г.)[1]
- Заслуженный деятель науки Туркменской ССР[3]

## Память
18 декабря 2009 г., по решению бюро Отделения биологических наук РАН, были проведены Научные чтения памяти академика АН Туркменской ССР Н. Т. Нечаевой в ИПЭЭ им. А. Н. Северцова В июне 2010 г. вышел специальный номер журнала «Аридные экосистемы», посвящённый 100-летию со дня рождения учёного.